# Gertrud Utpott
Marie Elisabeth Gertrud Utpott, geborene Bannert (* 24. Oktober 1891 in Berlin; † 20. August 1976 ebenda), war eine deutsche Politikerin (SPD).
Gertrud Bannert besuchte eine Volksschule und war bis 1914 Arbeiterin, später war sie Abteilungsleiterin in einer Glühlampenfabrik. Ab 1914 war sie mit dem Maler Max Willi Julius Utpott (1890–1966) verheiratet. 1918 trat sie der SPD bei. Nach dem Ersten Weltkrieg war sie in der kommunalen Jugend- und Wohlfahrtspflege tätig.
Nach dem Zweiten Weltkrieg wurde Gertrud Utpott bei der ersten Berliner Wahl 1946 in die Bezirksverordnetenversammlung im Bezirk Wedding gewählt. Von 1947 bis 1956 war sie Vorsitzende der Arbeiterwohlfahrt (AWO) im Wedding. Da Walter Röber im Mai 1951 als Bezirksbürgermeister von Berlin-Wedding gewählt wurde, rückte sie in das Abgeordnetenhaus von Berlin nach. Auch im Februar 1955 konnte Utpott erneut in das Abgeordnetenhaus nachrücken, da nun Walter Nicklitz als Baustadtrat von Berlin-Wedding gewählt wurde. Vom Oktober 1959 bis zum März 1963 war sie wieder Bezirksverordnete im Wedding.